# Castilla-la Mancha Media
Castilla-la Mancha Media és l'ente públic de ràdio i televisió autonòmic de Castella-la Manxa. Va ser creat per decret de les Corts regionals el 26 de maig del 2000.
El 30 de maig del 2001 va començar seu emissions RCM (Ràdio Castella-la Manxa) i el 13 de desembre del 2001 va començar les seves emissions regulars CMT (Castilla-La Mancha TV), el canal públic de televisió.
La seva seu central és a la ciutat de Toledo.
Radiotelevisió Castella-la Manxa és membre de la FORTA, la Federació de Ràdio i Televisions Autonòmiques.